# اونوس
اونوس (به لاتین: Unus) یک منطقه مسکونی در جمهوری آذربایجان است که در شهرستان اردوباد واقع شده است. اونوس ۷۴۳ نفر جمعیت دارد.